# James Blaylock
James Paul Blaylock (* 20. September 1950 in Long Beach, Kalifornien) ist ein US-amerikanischer SF- und Fantasyautor. Zusammen mit Tim Powers schreibt er auch unter dem Pseudonym William Ashbless.

## Leben
Blaylock studierte Englisch an der California State University in Fullerton. Dort lernte er K. W. Jeter und Tim Powers kennen und knüpfte zusammen mit ihnen Kontakt zu dem SF-Autor Philip K. Dick. Es ergab sich eine rege Zusammenarbeit mit Powers, mit dem er mehrere Geschichten gemeinsam schrieb. Heute lebt Blaylock in Orange County, Kalifornien, und ist dort Direktor des Creative Writing Conservatory an der Orange County High School of the Arts, wo auch Tim Powers arbeitet.
1986 und 1997 gewann er den World Fantasy Award in der Kategorie beste Kurzgeschichte.

## Bibliografie

### Reihen
Narbondo / Langdon St. Ives
- 1 Homunculus (1986)
  - Deutsch: Homunculus. Übersetzt von Biggy Winter. Heyne SF&F #4699, München 1990, ISBN 3-453-04281-6.
- 2 Lord Kelvin’s Machine (1992)
- 3 The Ebb Tide (2009)
- 4 The Affair of the Chalk Cliffs (2011)
- 5 The Aylesford Skull (2013)
- 6 Beneath London (2015)
- 7 River’s Edge (2017)
- 8 The Gobblin’ Society (2020)
- The Ape-Box Affair (in: Unearth, Spring 1978)
- The Idol’s Eye (1984, in: Mark Alan Arnold und Terri Windling (Hrsg.): Elsewhere, Vol. III)
- Lord Kelvin’s Machine (in: Isaac Asimov’s Science Fiction Magazine, Mid-December 1985)
- Two Views of a Cave Painting (1987, in: Kim Stanley Robinson (Hrsg.) und James Blaylock: Escape from Kathmandu / Two Views of a Cave Painting & The Idol’s Eye)
- The Adventures of Langdon St. Ives (Sammelausgabe von 1 und 2 und 4 Kurzgeschichten; 2008)
- The Hole in Space (2008, in: James Blaylock: The Adventures of Langdon St. Ives)
- The Adventure of the Ring of Stones (2014)
- Earthbound Things (2016, in: James Blaylock: The Further Adventures of Langdon St. Ives)
- The Further Adventures of Langdon St. Ives (Sammelausgabe von 3 und 4 und Kurzgeschichte; 2016)
- The Here-and-Thereians (2016, in: James Blaylock: The Further Adventures of Langdon St. Ives)

Ignacio Narbondo:
- The Digging Leviathan (1984)
- Zeuglodon (2012)

Balumnia (Romane)
- 1 The Elfin Ship (1982)
  - Deutsch: Das Elfenschiff. Übersetzt von Andreas Brandhorst. Heyne SF&F #5152, München 1995, ISBN 3-453-07794-6.
- 2 The Disappearing Dwarf (1983)
  - Deutsch: Die Festung des Selznak. Übersetzt von Andreas Brandhorst. Heyne SF&F #5288, München 1995, ISBN 3-453-08007-6.
- 3 The Stone Giant (1989)
  - Deutsch: Der Steinriese. Übersetzt von Siglinde Müller. Heyne SF&F #9028, München 1999, ISBN 3-453-14938-6.
- The Man in the Moon (2002)

Land of Dreams
- Paper Dragons (1985, in: Robin McKinley (Hrsg.): Imaginary Lands)
- Land of Dreams (1987)
  - Deutsch: Land der Träume. Übersetzt von Biggy Winter. Heyne SF&F #4674, München 1990, ISBN 3-453-03938-6.

Ghosts-Trilogie
- 1 Night Relics (1994)
- 2 Winter Tides (1997)
  - Deutsch: Gezeiten des Winters. Übersetzt von Karin König. Ullstein-Verlag (Ullstein #25706), [München] 2003, ISBN 3-548-25706-2.
- 3 The Rainy Season (1999)
  - Deutsch: Brunnenkinder. Übersetzt von Karin König. Ullstein-Taschenbuchverl. (Ullstein #25280), München 2002, ISBN 3-548-25280-X.

### Einzelromane
- Offering the Bicentennial Edition of The Complete Twelve Hours of the Night: Celebrating the 200th Anniversary of the Birth of William Ashbless 1785 – 1985 (Kurzroman, 1985, als William Hastings)
- The Last Coin (1988)
  - Deutsch: Die letzte Münze. Übersetzt von Ronald M. Hahn. Heyne SF&F #4823, München 1991, ISBN 3-453-05033-9.
- The Magic Spectacles (1991)
- The Paper Grail (1991)
  - Deutsch: Hokusais Gral. Übersetzt von Norbert Stöbe. Heyne SF&F #9068, München 2000, ISBN 3-453-16228-5.
- Doughnuts (1994, Kurzroman)
- All the Bells on Earth (1995)
- Thirteen Phantasms (Kurzroman in: Omni Online, October 1996)
- Home Before Dark (2000, Kurzroman)
- Pilot Light (2007, Kurzroman; mit Tim Powers)
- The Knights of the Cornerstone (2008)

### Storysammlungen
- Thirteen Phantasms and Other Stories (2000)
- On Pirates (2001; mit Tim Powers)
- In for a Penny (2003)
- The Devils in the Details (2003; mit Tim Powers)
- Metamorphosis (2009)
- The Shadow on the Doorstep (2009)
- The Last Coin / The Paper Grail / All the Bells on Earth (2013, Sammelausgabe)

### Kurzgeschichten
1977:
- Red Planet (in: Unearth, Summer 1977)

1984:
- Nets of Silver and Gold (in: Isaac Asimov’s Science Fiction Magazine, December 1984)

1986:
- The Shadow on the Doorstep (Cthulhu-Mythos, in: Isaac Asimov’s Science Fiction Magazine, May 1986)
  - Deutsch: Der Schatten auf der Schwelle. In: James Turner (Hrsg.): Spur der Schatten. Bastei-Lübbe, 2004, ISBN 3-404-15081-3.
- The Pink of Fading Neon (1986, in: Tim Powers und James Blaylock: The Way Down the Hill / The Pink of Fading Neon)

1987:
- Myron Chester and the Toads (in: Isaac Asimov’s Science Fiction Magazine, February 1987)
  - Deutsch: Myron Chester und die Kröten. In: Friedel Wahren (Hrsg.): Isaac Asimov’s Science Fiction Magazin 31. Heyne SF & F #4495, 1988, ISBN 3-453-02751-5.

1989:
- Unidentified Objects (in: Omni, July 1989)

1991:
- The Better Boy (in: Isaac Asimov’s Science Fiction Magazine, February 1991; mit Tim Powers)
- Bugs (1991, in: Lewis Shiner (Hrsg.): When the Music’s Over)

1993:
- We Traverse Afar (1993, in: David G. Hartwell (Hrsg.): Christmas Forever; mit Tim Powers)

1998:
- The Old Curiosity Shop (in: The Magazine of Fantasy & Science Fiction, February 1998)

2000:
- The War of the Worlds (in: Sci Fiction, May 24, 2000)
- The Other Side (in: Sci Fiction, October 18, 2000)

2001:
- Slouching Toward Gayalou (2001, in: Tim Powers, James Blaylock (als William Ashbless): On Pirates; mit Tim Powers)
- Those Two Liars (2001, in: Tim Powers, James Blaylock (als William Ashbless): On Pirates; mit Tim Powers)
- His Own Back Yard (in: Sci Fiction, July 11, 2001)
- Small Houses (in: Sci Fiction, October 10, 2001)

2002:
- In for a Penny or The Man Who Believed in Himself (in: Sci Fiction, February 20, 2002)

2003:
- The Trismegistus Club (2003, in: James Blaylock: In for a Penny)
- The Devil in the Details (2003, in: James Blaylock und Tim Powers: The Devils in the Details)
- Fifty Cents (2003, in: James Blaylock und Tim Powers: The Devils in the Details; mit Tim Powers)

2004:
- Hula Ville (in: Sci Fiction, November 3, 2004)

2008:
- Stone Eggs (in: Subterranean Online, Spring 2008; mit Adriana Campoy)

2009:
- The Dry Spell (in: Subterranean Online, Winter 2009)
- Houses (2009, in: James Blaylock: Metamorphosis; mit Alex Haniford)
- P-38 (2009, in: James Blaylock: Metamorphosis; mit Brittany Cox)

2013:
- Smithfield (2013, in: Ellen Datlow und Terri Windling (Hrsg.): Queen Victoria’s Book of Spells)

2014:
- The Illumination of Smithfield (2014, in: Peggy Rae Sapienza, Jean Marie Ward, Bill Campbell und Sam Lubell (Hrsg.): Unconventional Fantasy: A Celebration of Forty Years of the World Fantasy Convention)

### Anthologien
- The Way Down the Hill / The Pink of Fading Neon (1986; mit Tim Powers)
- Escape from Kathmandu / Two Views of a Cave Painting & The Idol’s Eye (1987; mit Kim Stanley Robinson)
- The Shadow on the Doorstep / Trilobyte (1987; mit Edward Bryant)